# 寇蛛属
寇蛛屬（Latrodectus），常稱寡婦蜘蛛，是姬蛛科下的一個屬，下有31種蜘蛛，分佈于全球各地。其體型各異，體長在3—10（0.12—0.39英寸）之間，一些雌性體長可達13（0.51英寸）。大多數雌性的背部均有明顯的紅色記號。大多數寡婦蜘蛛的毒液並不會致人死命。

## 習性
該屬蜘蛛間存在性食同类現象，雌性會在交配後吃掉雄性，因此得名“寡婦蜘蛛”。這種行為可以提高其後代生存率，但是並不是所有的寇蛛屬蜘蛛都有這種習性。它們之間的性食同类現象一般都是在實驗室中觀測到的，而由於場地限制，雄性蜘蛛難以逃脫，在自然界中未必如此。雌性寇蛛在吃飽後會散發出特別的化學信號，因此雄性可以選擇恰當的時機與其交配，以避免自己被吃。
和同科的其他蜘蛛一樣，寇蛛屬的蜘蛛也靠織網來捕捉獵物，捕食對象為各類飛蟲、甲蟲。在受到威脅時，他們很少會進行反擊，而是從蛛網中降至地面逃脫。在受困時，一般靠裝死或向敵人吐絲來擺脫危險，只有在特別危急的時候才會咬敵人。

## 分類

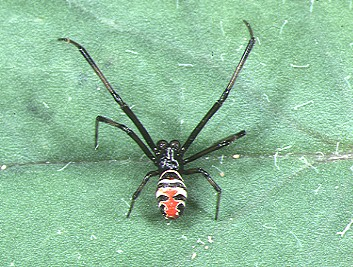
日本的雄性L. elegans

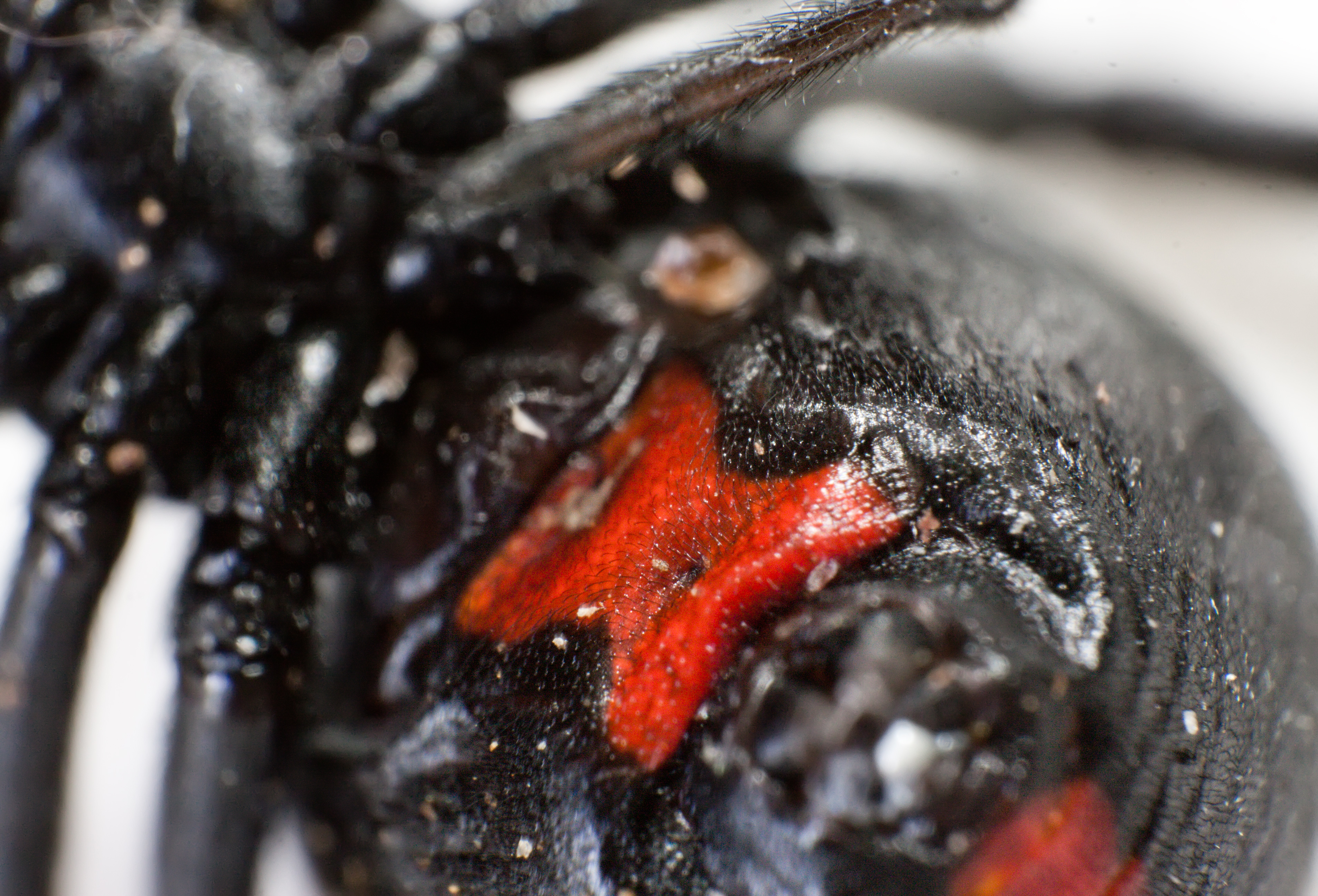
L. hesperus

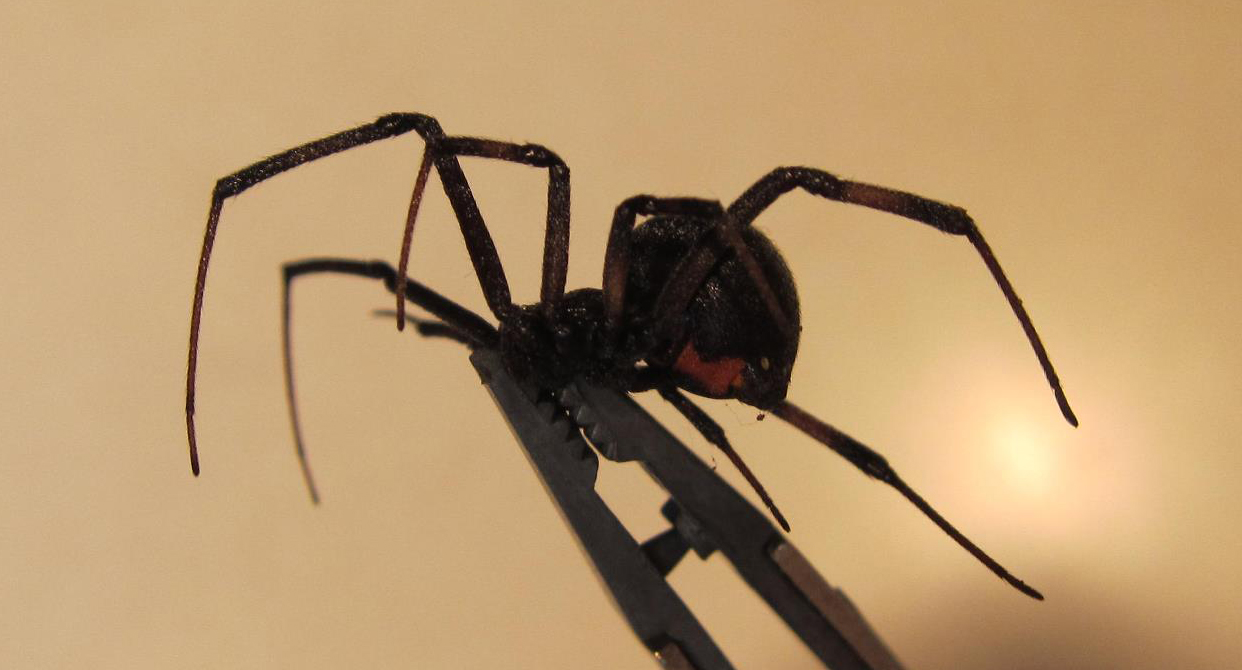
L. hesperus

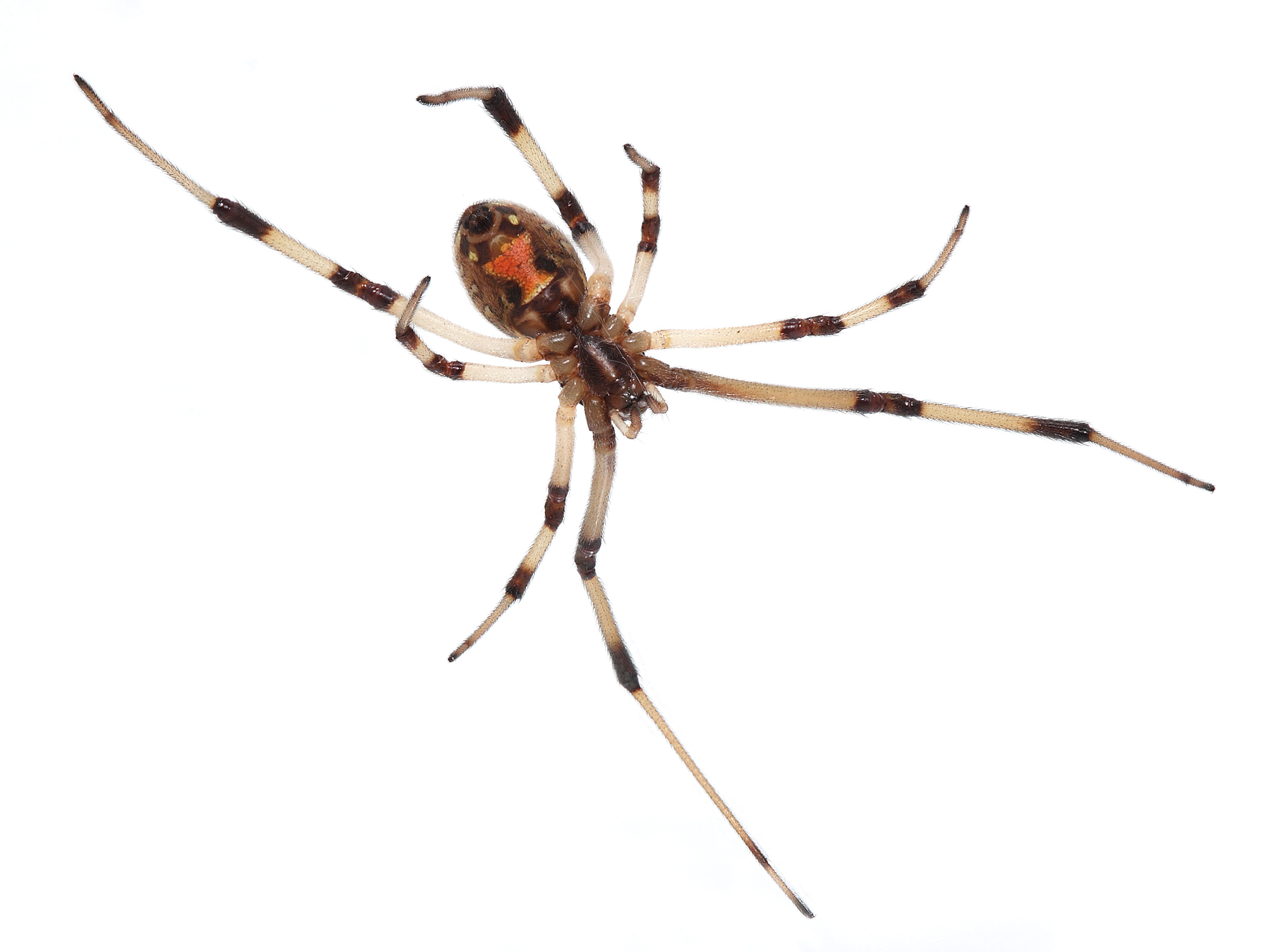
L. geometricus

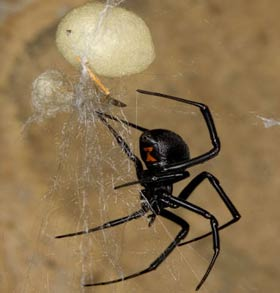
L. hesperus

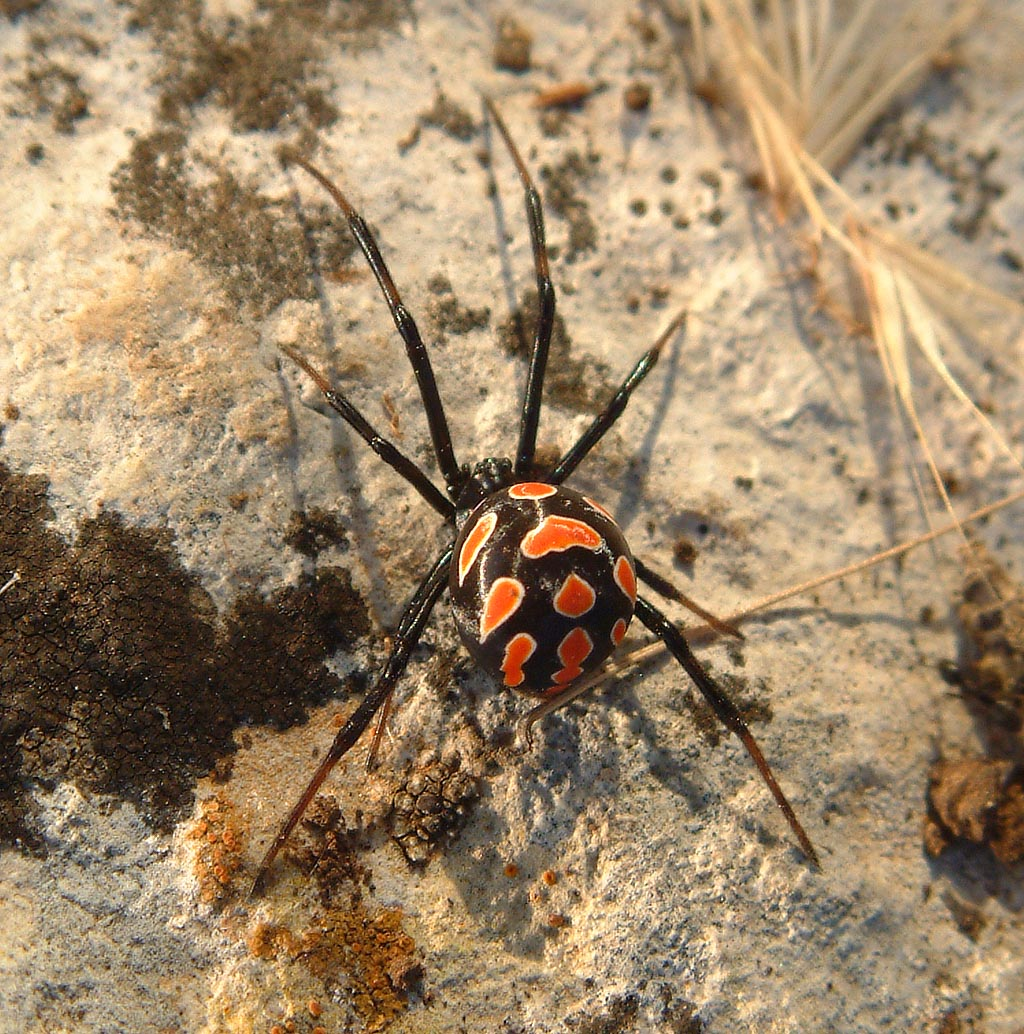
抱卵的雌性间斑寇蛛

寇蛛屬由Walckenaer于1805年建立，最初只有Latrodectus tredecimguttatus 和Latrodectus mactans這兩種蜘蛛。赫伯特·沃爾特·李維在1959年對該分類做出了調整，以雌性性器官而不是體色為劃分標準。

### 種
截至2017年7月，世界蜘蛛名錄收錄有以下物種：
- Latrodectus antheratus (Badcock, 1932) –巴拉圭、阿根廷
- Latrodectus apicalis Butler, 1877 – 加拉帕戈斯群島
- Latrodectus bishopi Kaston, 1938 – 美國
- Latrodectus cinctus Blackwall, 1865 – 非洲和中亞
- Latrodectus corallinus Abalos, 1980 – 阿根廷
- Latrodectus curacaviensis (Müller, 1776) – 小安地列斯群島、南美
- Latrodectus dahli Levi, 1959 – 摩洛哥至中亞
- Latrodectus diaguita Carcavallo, 1960 – 阿根廷
- Latrodectus elegans Thorell, 1898 – 印度、緬甸、中日
- Latrodectus erythromelas Schmidt & Klaas, 1991 – 印度、斯里蘭卡
- Latrodectus geometricus C. L. Koch, 1841 – 全球
- Latrodectus hasselti Thorell, 1870 – 東南亞至澳大利亞和新西蘭
- Latrodectus hesperus Chamberlin & Ivie, 1935 – 北美洲、以色列
- Latrodectus hystrix Simon, 1890 – 也門、索科特拉島
- Latrodectus indistinctus O. Pickard-Cambridge, 1904 – 納米比亞、南非
- Latrodectus karrooensis Smithers, 1944 – 南非
- Latrodectus katipo Powell, 1871 – 新西蘭
- Latrodectus lilianae Melic, 2000 – 西班牙、阿爾及利亞
- Latrodectus mactans (Fabricius, 1775) – 北美
- Latrodectus menavodi Vinson, 1863 – 馬達加斯加、科摩羅群島、阿爾達布拉島
- Latrodectus mirabilis (Holmberg, 1876) – 阿根廷
- Latrodectus obscurior Dahl, 1902 – 佛得角、馬達加斯加
- Latrodectus pallidus O. Pickard-Cambridge, 1872 – 佛得角、利比亞至中亞
- Latrodectus quartus Abalos, 1980 – 阿根廷
- Latrodectus renivulvatus Dahl, 1902 – 非洲和中亞
- Latrodectus revivensis Shulov, 1948 – 以色列
- Latrodectus rhodesiensis Mackay, 1972 – 南非
- Latrodectus thoracicus Nicolet, 1849 – 智利
- Latrodectus tredecimguttatus (Rossi, 1790) - 模式種，地中海地區至中國
- Latrodectus variegatus Nicolet, 1849 – 智利、阿根廷
- Latrodectus variolus Walckenaer, 1837 – 美國、加拿大

## 咬傷
由於拉特罗毒素的作用，其咬傷可能導致嚴重肌肉痛、肌肉痙攣、腹絞痛、劇汗和心跳過快，症狀一般持續三至七日，但也有可能持續數周。大多數被咬傷者在接受治療後症狀都會在一日之內消失，其中雄性咬傷最輕。這些蜘蛛攻擊性其實並不高，所以除非受到刺激，一般不會主動攻擊人類。
20世紀初有一些被间斑寇蛛咬傷致死的案例，但大多數情況下該屬蜘蛛的咬傷並不致命。實際上多數醫生施打抗毒血清也只是為了緩解病人疼痛而已，有研究表明普通的鎮痛劑就足以治療寡婦蜘蛛咬傷。

## 擴展閱讀
- . New York: St. Remy Media Inc. / Discovery Books. 2000: 35.
- Freeman, Scott. . Prentice-Hall. 2003.
- Hillyard, Paul. . New York: Random House, Inc. 1994: 47–50.
- Hillyard, Paul. . New York: Avon Books. 1994: 22–35.
- Martin, Louise. . Rourke Enterprises, Inc. 1988: 18–20.
- Preston-Malfham, Ken. . Edison, New Jersey: Chartwell Books. 1998: 40.
- . . 2004.
- Abalos, J. W.  (PDF). 1962  [September 26, 2013]. （原始内容存档 (PDF)于2018-07-22）.
- Levi, H. W.; McCrone, J. D. . 1964  [2018-02-25]. （原始内容存档于2019-07-18）.

## 外部連結
维基共享资源上的相關多媒體資源：Latrodectus

 維基物種上的相關：寇蛛属
- Tree of Life: Latrodectus （页面存档备份，存于）
- Black Widow Spider: Large format photographs and information（页面存档备份，存于）
- Description of crossing experiments between various Latrodectus species （页面存档备份，存于）
- widow spider parasitoids（页面存档备份，存于） on the UF / IFAS Featured Creatures Web site